# Ophiopogon grandis
Ophiopogon grandis är en sparrisväxtart som beskrevs av William Wright Smith. Ophiopogon grandis ingår i släktet Ophiopogon och familjen sparrisväxter. Inga underarter finns listade i Catalogue of Life.